# الروضة (البيضاء)

تعديل مصدري - تعديل

الروضة هي إحدى قرى عزلة ال اللبني بمديرية البيضاء التابعة لمحافظة البيضاء، بلغ تعداد سكانها 504 نسمة حسب تعداد اليمن لعام 2004.